# Ulrich Inderbinen
Ulrich Inderbiden (Zermatt, 3 dicembre 1900 – Zermatt, 14 giugno 2004) è stato un alpinista svizzero.
Ha scalato 371 volte il Monte Cervino, 84 volte il Monte Bianco e 81 volte la Punta Dufour, la più alta vetta della Svizzera.
Da giovane si occupò prima di pastorizia, poi fu elettricista, ebanista e muratore. Nel 1921 scalò per la prima volta il Cervino con le sue sorelle. Lo scalerà l'ultima volta nel 1990, in occasione del 125º anniversario della prima scalata del monte.

## Biografia
Ottenne il diploma di guida alpina nel 1925, ma iniziò ad accompagnare i turisti solo 35 anni dopo, nel 1960.
A 80 anni si interessò di competizioni sciistiche e riportò molti grandi risultati, soprattutto perché non vi erano molte persone della sua fascia di età in gara.
Gareggiò per l'ultima volta nel 1995. Lavorò fino al 1996 e morì nel 2004. All'epoca era la persona più anziana del canton Vallese.

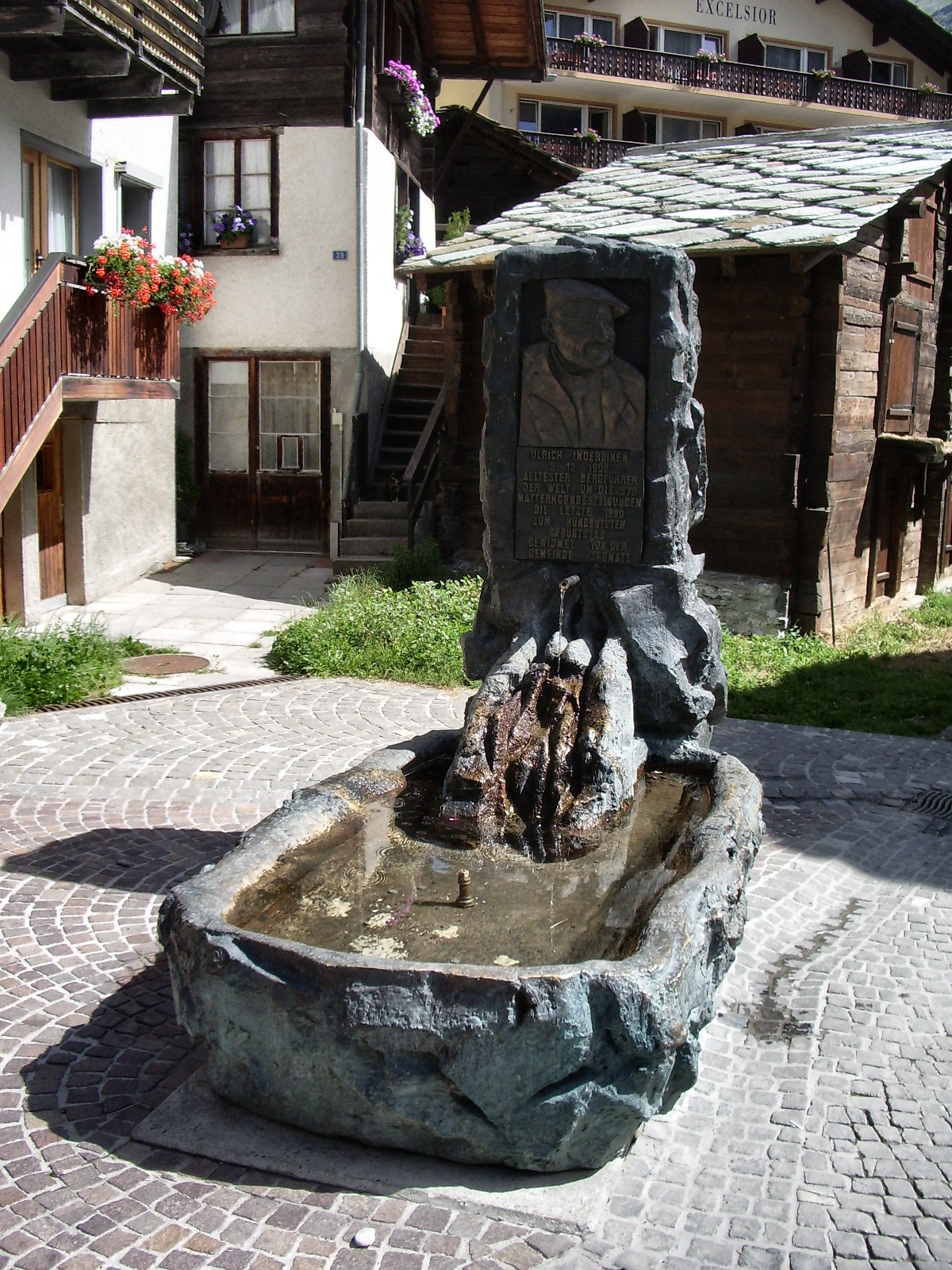
L'Inderbinen-Brunnen, fontana dedicata a Ulrich Inderbinen a Zermatt, Svizzera.